# 中央军委装备发展部试验鉴定局
中央军委装备发展部试验鉴定局，位于北京市，是中央军委装备发展部下属局，负责试验鉴定工作。

## 沿革
在深化国防和军队改革中，2016年1月撤销中国人民解放军总装备部，组建中央军委装备发展部。中央军事委员会装备发展部设中央军委装备发展部试验鉴定局。原中国人民解放军总装备部综合计划部副部长夏清月任第一任局长。

## 历任领导
| 中央军委装备发展部试验鉴定局局长 - 夏清月 少将（2016年—2017年） | 中央军委装备发展部试验鉴定局副局长 |